# Čukotavia
Čukotavia (in russo: Федеральное государственное унитарное авиационное предприятие "ЧУКОТАВИА", in inglese: The State Unitary Aviation Enterprise), o Chukotavia, è una compagnia aerea regionale russa fondata sulle basi dell'Aeroflot di Anadyr', Mys Šmidta, Pevek, Keperveem nel circondario autonomo della Čukotka (in russo: Чукотский автономный округ) che si trova nell'estremo oriente russo ai confini con l'Alaska. Si occupa sia del trasporto passeggeri che del trasporto merci.

## Strategia
La Čukotavia effettua il trasporto con una flotta composta attualmente da aerei di produzione russa. Ha la base tecnica all'Aeroporto di Anadyr'-Ugolnyj, nel circondario autonomo della Čukotka, in Russia.
La Čukotavia fa parte della Direzione Interregionale Nord-Orientale dei Trasporti Aerei Del Ministero dei Trasporti della Federazione Russa di Magadan (in russo: Северо-Восточное Межрегиональное Территориальное Управление Воздушного Транспорта Министерства Транспорта РФ) insieme con altre 3 compagnie aeree russe:
- Aeroflot-Magadan
- Aircompany IKAR
- SVBAOL&OP (in italiano: La Base Aerea Statale del Nord-Est della Guardia Forestale per la Difesa della Renna; in russo: Северо-Восточная база авиационной охраны лесов и оленьих пастбищ)

Nel 2010 con la decisione del Governo della Federazione Russa per le difficoltà finanziarie della Čukotavia sulla base degli aeroporti di Čukotka è stata creata l'Azienda Statale "Gli Aeroporti di Čukotka" (in russo: "Аэропорты Чукотки"). La compagnia aerea Čukotavia è così passata solo all'attività dei voli di linea e cargo sotto il controllo e la gestione del Governo di Čukotka.

## Flotta

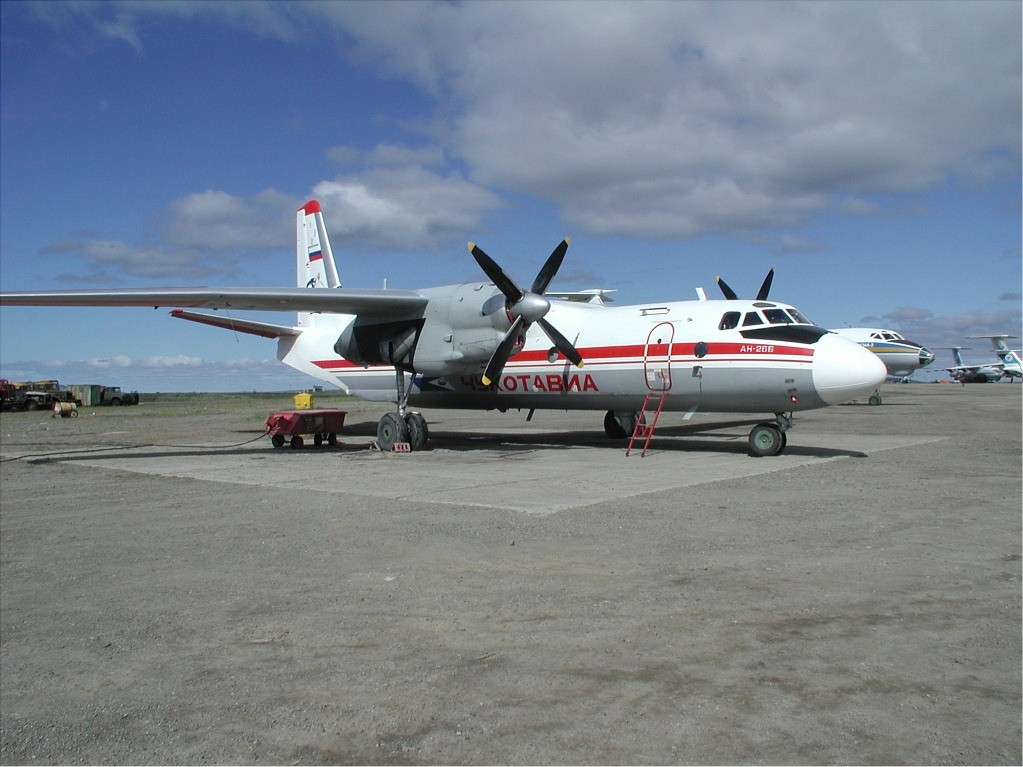
Antonov An-26 della Čukotavia

Aerei
- 1 Antonov An-24B
- 3 Antonov An-26B-100
- 5 De Havilland DHC-6-400

Elicotteri
- 10 Mil Mi-8MTV/PS/T

### Flotta storica
- Antonov An-3T
- Mil Mi-26

## Accordi commerciali
- Bering Air
- Dalavia
- Domodedovo Airlines
- Transaero Airlines